# Matsudaira Nobuyasu
Matsudaira Nobuyasu (松平 信康?; 13 aprile 1559 – 5 ottobre 1579) fu il figlio maggiore di Tokugawa Ieyasu. Il suo tsūshō ("nome di nascita") fu Jirōsaburō (次郎三郎?). Fu anche chiamato Okazaki Saburō (岡崎 三郎?) poiché divenne signore del castello di Okazaki nel 1570. Poiché fu figlio di Tokugawa Ieyasu, viene spesso chiamato anche Tokugawa Nobuyasu (徳川 信康?)..

## Biografia
Nobuyasu era il primo figlio di Tokugawa Ieyasu. Sua madre era la nipote di Imagawa Yoshimoto, Lady Tsukiyama.
Da bambino Nobuyasu fu inviato in ostaggio nella capitale degli Imagawa, Sunpu, situata nella provincia di Suruga. Successivamente fu nominato governatore del castello di Okazaki nella provincia di Mikawa, luogo di nascita di suo padre, e prese parte alla battaglia di Nagashino nel 1575.
Si ritiene generalmente che la madre di Nobuyasu (Lady Tsukiyama) e sua moglie, la signora Tokuhime, figlia di Oda Nobunaga, non andassero d'accordo. Dato che Nobuyasu e Tokuhime non riuscirono ad avere figli, Lady Tsukiyama decise di procurarsi una figlia da un servitore del clan Takeda per il figlio e la sua concubina. Tokuhime inviò una lettera a suo padre Nobunaga, avvertendolo che Lady Tsukiyama stava cospirando con il clan Takeda contro il clan Oda. Nobunaga informò Ieyasu di questa lettera e, per dimostrazione di fede e lealtà, e per preservare l'alleanza Oda-Tokugawa, Ieyasu ordinò la morte di sua moglie, e Nobuyasu venne imprigionato a causa del suo rapporto con la madre.
Nobuyasu fu confinato a Ohama e poi al castello di Futamata, dove ricevette l'ordine del padre di suicidarsi (seppuku) tramite una famosa lettera in cui Ieyasu affermava di essere a conoscenza della non colpevolezza del figlio. La possibilità di vendetta da parte del clan Oda era un rischio troppo grande per Ieyasu, e l'unica soluzione fu che Nobuyasu si suicidasse per l'integrità e la sicurezza del clan.
Nobuyasu commise il seppuku il 5 ottobre 1579. Sua moglie si ritirò a Kyoto con le sue due figlie: Fuku-hime sposò Ogasawara Hidemasa e l'altra, Kuni-hime, sposò Honda Tadamusa.
Non si ritiene che Nobuyasu fosse una figura popolare ai suoi tempi come potrebbe attestare la sua prematura scomparsa. In particolare Sakai Tadatsugu si rifiutò di respingere ogni sospetto di tradimento, a causa del suo personale disprezzo per Nobuyasu.